# The Names
The Names è un gruppo musicale belga formato nel 1978 a Bruxelles, di genere post-punk.

## Storia
Il gruppo nacque alla fine del 1977 come The Passengers, su iniziativa del bassista Michel Sordinia e del chitarrista Marc Deprez, cui si unirono il batterista Christophe Den Tandt, il chitarrista Robert Franckson e la cantante Isabelle Hanrez. All'inizio del 1978, però, Franckson e la Hanrez lasciarono il gruppo, che cambiò nome in The Names, con Sordinia che ne divenne anche la voce, mentre Den Tandt passò alle tastiere, lasciando la batteria a Luc Capelle.

Dopo diversi concerti come spalla dei Magazine e dei Simple Minds, la filiale belga della WEA si interessò alla band e pubblicò il loro primo singolo, Spectators of Life/White Life/The Drive nel 1979. Il gruppo sfruttò l'occasione fornita dalla WEA e sottopose il singolo a due etichette indipendenti inglesi, la Fiction Records dei The Cure e la Factory Records dei Joy Division, con cui avrebbero preferito continuare il loro percorso. Tra le due fu la Factory a dare per prima un riscontro positivo, soprattutto grazie all'interesse del produttore Martin Hannett.
Tra il 1981 e l'inizio del 1982 pubblicarono così i singoli Nightshift/I Wish I Could Speak Your Language e Calcutta/Postcards, prodotti da Martin Hannett. Nel giugno 1982 pubblicarono anche il loro primo album, Swimming, sotto l'etichetta satellite della Factory Les Disques du Crépuscule (poi Factory Benelux), prodotto sempre da Hannett. Il disco, registrato nel giro di una settimana, non riscosse grande consenso, soprattutto in termini commerciali, e il gruppo si sciolse all'indomani della pubblicazione del successivo singolo The Astronaut/Revenge/Shining Hours, nell'ottobre 1983.
Nel 1991 Swimming fu rimasterizzato e pubblicato in CD dalla Factory Benelux con l'aggiunta dei singoli e di due tracce registrate in studio, già inserite in alcune compilation, Music for Someone e Cat. Nel 1994 Sordinia, Deprez, Den Tandt e Capelle si riunirono sotto il nome di Jazz per registrare un album autoprodotto, Night Vision, poi pubblicato nel 1997 dall'etichetta indipendente Pazz, in cui Michel Sordinia si concentra sulla voce, lasciando il basso a Eric Debruyne. Nel 2000 la LTM ristampò l'edizione CD di Swimming e nel 2001 pubblicò la raccolta Spectators of Life.
Il gruppo riprese l'attività concertistica alla fine del 2007, ora con Eric Debruyne al basso e Laurent Loddewijckx alla batteria, e nel 2009 pubblicò quindi il secondo album in studio, intitolato Monsters Next Door, con la francese Str8line Records. Nel 2015 esce il terzo album in studio, Stranger Than You, di nuovo con la Factory Benelux, in cui Sordinia riprende il basso e Christophe Boulenger prende il posto di Christophe Den Tandt alle tastiere. Sempre con la Factory Benelux, nel 2014 pubblicano la raccolta In Time, nel 2016 Names In Mutation, che raccoglie alcuni brani strumentali composti da Deprez nel 1981 e alcuni brani di Swimming registrati dal vivo al Brussels Beursschouwburg il 3 febbraio 1982, e nel 2017 l'album dal vivo German Nights, registrato dal vivo a Berlino, Amburgo e Friburgo nel 2016 e 2017.

## Formazione

### Componenti attuali
- Michel Sordinia (basso elettrico, voce)
- Marc Deprez (chitarra elettrica)
- Laurent Loddewijckx (batteria)
- Christophe Boulenger (tastiere)

### Ex componenti
- Christophe Den Tandt (batteria, tastiere)
- Robert Franckson (chitarra)
- Isabelle Hanrez (voce)
- Luc Capelle (batteria)
- Eric Debruyne (basso)

## Discografia

### The Names

#### Album studio
- 1982 - Swimming (Les Disques du Crépuscule)
- 2009 - Monsters Next Door (Str8line)
- 2015 - Stranger Than You (Factory Benelux)

#### Album dal vivo
- 1985 - Postcard Views (LTM Recordings)
- 2017 - German Nights (Factory Benelux)

#### Raccolte
- 2001 - Spectators of Life (LTM Recordings)
- 2014 - In Time (Factory Benelux)
- 2016 - Names In Mutation (Les Disques du Crépuscule)

#### Singoli
- 1979 - Spectators of Life (WEA)
- 1981 - Nightshift (Factory Records)
- 1982 - Calcutta (Factory Benelux)
- 1983 - The Astronaut (Les Disques du Crépuscule)

### Jazz

#### Album studio
- 1997 - Night Vision (Pazz)